# Litoautótrofo
Un litoautótrofo o quimiolitoautótrofo es un microbio que obtiene energía de compuestos reducidos de origen mineral. Los litoautótrofos son un tipo de litótrofos con vías metabólicas autótrofas. Los litoautótrofos son exclusivamente microbios; la macrofauna no posee la capacidad de utilizar fuentes de energía minerales. La mayoría de los litoautótrofos pertenecen al dominio Bacteria, mientras que algunos pertenecen al dominio Archaea. En el caso de las bacterias litoautótrofas, solo se pueden utilizar moléculas inorgánicas como fuentes de energía. El término "Litotrofo" proviene del griego lithos (λίθος) que significa "roca" y trōphos (τροφοσ) que significa "consumidor"; literalmente, se puede leer "comedores de rocas". Muchos litoautótrofos son extremófilos, pero esto no es así universalmente.
Los litoautótrofos son extremadamente específicos en el uso de su fuente de energía. Por lo tanto, a pesar de la diversidad en el uso de moléculas inorgánicas para obtener energía que los litoautótrofos exhiben como grupo, un litoautótrofo en particular usaría solo un tipo de molécula inorgánica para obtener su energía.
En julio de 2020, los investigadores informan del descubrimiento de un cultivo bacteriano quimiolitoautotrófico que se alimenta del manganeso metálico después de realizar experimentos no relacionados y nombraron a sus especies bacterianas Candidatus Manganitrophus noduliformans y Ramlibacter lithotrophicus.

## Procesos geológicos
Los litoautótrofos participan en muchos procesos geológicos, como la meteorización del material parental (lecho de roca) para formar el suelo, así como el ciclo biogeoquímico del azufre, el potasio y otros elementos. Pueden estar presentes en el subsuelo terrestre profundo (se han encontrado más de 3 km por debajo de la superficie del planeta), en suelos y en comunidades de endolitos. Como son responsables de la liberación de muchos nutrientes cruciales y participan en la formación del suelo, los litoautótrofos juegan un papel crucial en el mantenimiento de la vida en la Tierra.

## Drenaje de ácido minero
Los consorcios microbianos litoautotróficos son responsables del fenómeno conocido como drenaje ácido de minas, por el cual la pirita rica en energía presente en los montones de relaves de las minas y en las caras de las rocas expuestas se metaboliza para formar sulfitos, que forman ácido sulfúrico potencialmente corrosivo cuando se disuelven en agua y se exponen al oxígeno aéreo. El drenaje ácido de la mina altera drásticamente la acidez y la química del agua subterránea y los arroyos, y puede poner en peligro las poblaciones de plantas y animales. Una actividad similar al drenaje ácido de las minas, pero en una escala mucho menor, también se encuentra en condiciones naturales como los lechos rocosos de los glaciares, en el suelo y el talud, y en el subsuelo profundo.